# Abraxas wilemani
Abraxas wilemani là một loài bướm đêm trong họ Geometridae.